# National Division One 1989-1990
National Division One 1989-90 fu il 3º campionato nazionale inglese di rugby a 15 di prima divisione.
Si tenne dal 9 settembre 1989 al 28 aprile 1990 tra 12 squadre, che si incontrarono a girone unico su 11 turni.
Il campionato fu noto come Courage Clubs' Championship Division One a seguito di accordo di naming stipulato nel 1987 con il birrificio inglese John Courage, che sponsorizzò anche la seconda e terza divisione del neoistituito torneo.
Tutte le gare si tennero al sabato, e il campionato osservò delle soste in occasione dei test match di fine anno e del Cinque Nazioni.
Il torneo si decise all'ultima giornata, con il Wasps che, vincendo in casa contro il Saracens, sorpassò il Gloucester capolista che cadde a Nottingham.
Per la formazione londinese si trattò del primo titolo; a retrocedere fu invece Bedford, mentre invece dalla seconda divisione salirono Northampton e Liverpool St Helens, che portarono a tredici il numero di squadre per la stagione successiva.
Il valore delle marcature, come stabilito dall’IRFB nel 1977, era: 4 punti per ciascuna meta (6 se trasformata), 3 punti per la realizzazione di ciascun calcio piazzato, idem per il drop.

## Squadre partecipanti
- Bath
- Bedford
- Bristol
- Gloucester
- Harlequins (Londra)
- Leicester
- Moseley (Birmingham)
- Nottingham
- Orrell (Wigan)
- Rosslyn Park (Londra)
- Saracens (Londra)
- Wasps (Londra)

## Risultati
| Data       | 1ª giornata               | Risultato |
| ---------- | ------------------------- | --------- |
| 9-9-1989   | Bath – Harlequins         | 32-12     |
| 9-9-1989   | Bedford – Saracens        | 3-22      |
| 9-9-1989   | Moseley – Gloucester      | 12-16     |
| 9-9-1989   | Nottingham – Rosslyn Park | 6-11      |
| 9-9-1989   | Orrell – Bristol          | 12-15     |
| 9-9-1989   | Wasps – Leicester         | 29-12     |
|            |                           |           |
| Data       | 4ª giornata               | Risultato |
| 30-10-1989 | Bristol – Bath            | 13-14     |
| 30-10-1989 | Gloucester – Bedford      | 37-6      |
| 30-10-1989 | Harlequins – Orrell       | 15-9      |
| 30-10-1989 | Leicester – Nottingham    | 15-6      |
| 30-10-1989 | Rosslyn Park – Wasps      | 6-14      |
| 30-10-1989 | Saracens – Moseley        | 33-13     |
|            |                           |           |
| Data       | 7ª giornata               | Risultato |
| 25-11-1989 | Bedford – Moseley         | 0-24      |
| 25-11-1989 | Bristol – Rosslyn Park    | 6-15      |
| 25-11-1989 | Gloucester – Saracens     | 21-21     |
| 25-11-1989 | Harlequins – Leicester    | 15-12     |
| 25-11-1989 | Nottingham – Orrell       | 9-25      |
| 25-11-1989 | Wasps – Bath              | 9-18      |
|            |                           |           |
| Data       | 10ª giornata              | Risultato |
| 31-3-1990  | Bristol – Wasps           | 21-22     |
| 31-3-1990  | Gloucester – Orrell       | 15-10     |
| 31-3-1990  | Harlequins – Nottingham   | 22-27     |
| 31-3-1990  | Leicester – Moseley       | 38-20     |
| 31-3-1990  | Rosslyn Park – Bedford    | 45-12     |
| 31-3-1990  | Saracens – Bath           | 9-7       |

| Data       | 2ª giornata               | Risultato |
| ---------- | ------------------------- | --------- |
| 23-9-1989  | Bristol – Nottingham      | 13-9      |
| 23-9-1989  | Gloucester – Bath         | 13-6      |
| 23-9-1989  | Harlequins – Wasps        | 12-9      |
| 23-9-1989  | Leicester – Bedford       | 60-3      |
| 23-9-1989  | Rosslyn Park – Moseley    | 18-9      |
| 23-9-1989  | Saracens – Orrell         | 12-6      |
|            |                           |           |
| Data       | 5ª giornata               | Risultato |
| 11-11-1989 | Bath – Moseley            | 27-9      |
| 11-11-1989 | Bedford – Orrell          | 7-25      |
| 11-11-1989 | Gloucester – Rosslyn Park | 41-12     |
| 11-11-1989 | Harlequins – Bristol      | 13-7      |
| 11-11-1989 | Leicester – Saracens      | 34-6      |
| 11-11-1989 | Wasps – Nottingham        | 16-12     |
|            |                           |           |
| Data       | 8ª giornata               | Risultato |
| 13-1-1990  | Bath – Bedford            | 76-0      |
| 13-1-1990  | Harlequins – Rosslyn Park | 19-16     |
| 13-1-1990  | Leicester – Gloucester    | 16-26     |
| 13-1-1990  | Moseley – Nottingham      | 6-22      |
| 13-1-1990  | Saracens – Bristol        | 17-12     |
| 13-1-1990  | Wasps – Orrell            | 12-6      |
|            |                           |           |
| Data       | 11ª giornata              | Risultato |
| 28-4-1990  | Bath – Leicester          | 26-15     |
| 28-4-1990  | Bedford – Bristol         | 6-16      |
| 28-4-1990  | Moseley – Harlequins      | 22-21     |
| 28-4-1990  | Nottingham – Gloucester   | 12-3      |
| 28-4-1990  | Orrell – Rosslyn Park     | 64-14     |
| 28-4-1990  | Wasps – Saracens          | 24-6      |

| Data       | 3ª giornata              | Risultato |
| ---------- | ------------------------ | --------- |
| 14-10-1989 | Bath – Rosslyn Park      | 34-6      |
| 14-10-1989 | Bedford – Harlequins     | 8-71      |
| 14-10-1989 | Moseley – Bristol        | 10-15     |
| 14-10-1989 | Nottingham – Saracens    | 25-12     |
| 14-10-1989 | Orrell – Leicester       | 33-10     |
| 14-10-1989 | Wasps – Gloucester       | 29-4      |
|            |                          |           |
| Data       | 6ª giornata              | Risultato |
| 18-11-1989 | Bristol – Gloucester     | 6-13      |
| 18-11-1989 | Moseley – Wasps          | 0-42      |
| 18-11-1989 | Nottingham – Bedford     | 47-16     |
| 18-11-1989 | Orrell – Bath            | 6-9       |
| 18-11-1989 | Rosslyn Park – Leicester | 9-23      |
| 18-11-1989 | Saracens – Harlequins    | 15-9      |
|            |                          |           |
| Data       | 9ª giornata              | Risultato |
| 10-3-1990  | Bedford – Wasps          | 9-44      |
| 10-3-1990  | Bristol – Leicester      | 11-13     |
| 10-3-1990  | Gloucester – Harlequins  | 24-9      |
| 10-3-1990  | Nottingham – Bath        | 12-9      |
| 10-3-1990  | Orrell – Moseley         | 25-13     |
| 10-3-1990  | Rosslyn Park – Saracens  | 13-15     |

## Classifica
| Pos | Squadra      | G  | V | N | P  | PF  | PS  | DP   | Pt |
| --- | ------------ | -- | - | - | -- | --- | --- | ---- | -- |
| 1   | Wasps        | 11 | 9 | 0 | 2  | 250 | 106 | +144 | 18 |
| 2   | Gloucester   | 11 | 8 | 1 | 2  | 214 | 139 | +75  | 17 |
| 3   | Bath         | 11 | 8 | 0 | 3  | 258 | 104 | +154 | 16 |
| 4   | Saracens     | 11 | 7 | 1 | 3  | 168 | 167 | +1   | 15 |
| 5   | Leicester    | 11 | 6 | 0 | 5  | 248 | 184 | +64  | 12 |
| 6   | Nottingham   | 11 | 6 | 0 | 5  | 187 | 148 | +39  | 12 |
| 7   | Harlequins   | 11 | 6 | 0 | 5  | 218 | 180 | +38  | 12 |
| 8   | Orrell       | 11 | 5 | 0 | 6  | 221 | 132 | +89  | 10 |
| 9   | Bristol      | 11 | 4 | 0 | 7  | 136 | 144 | −8   | 8  |
| 10  | Rosslyn Park | 11 | 4 | 0 | 7  | 164 | 243 | −79  | 8  |
| 11  | Moseley      | 11 | 2 | 0 | 9  | 138 | 258 | −120 | 4  |
| 12  | Bedford      | 11 | 0 | 0 | 11 | 70  | 467 | −397 | 0  |

## Verdetti
- Wasps: Campione d'Inghilterra
- Bedford: retrocessa in National Division Two 1990-91